# Вест Јунити (Охајо)
Вест Јунити (енгл. West Unity) град је у америчкој савезној држави Охајо.

## Демографија
По попису из 2010. године број становника је 1.671, што је 119 (-6,6%) становника мање него 2000. године.
| Група             | 2000.         | 2010.         |
| Белци             | 1.711 (95,6%) | 1.572 (94,1%) |
| Афроамериканци    | 7 (0,4%)      | 9 (0,5%)      |
| Азијати           | 4 (0,2%)      | 10 (0,6%)     |
| Хиспаноамериканци | 56 (3,1%)     | 62 (3,7%)     |
| Укупно            | 1.790         | 1.671         |